# Bod (Romania)
Bod (in ungherese Botfalu, in tedesco Brenndorf) è un comune della Romania di 4 173 abitanti, ubicato nel distretto di Brașov, nella regione storica della Transilvania.
Il comune è formato dall'unione di due villaggi: Bod e Colonia Bod.
L'economia locale è basata soprattutto su un importante zuccherificio, uno dei più grandi della Romania.
Il clima del comune è particolarmente freddo, tanto che Bod detiene il primato della più bassa temperatura mai registrata in Romania: -38,5 °C.

## Storia e luoghi d'interesse
La prima documentazione del luogo risale al 1211 quando iniziò la colonizzazione sassone . Nel 1241 il borgo fu incendiato dai Tartari, e per questo motivo, in sassone il villaggio è detto "Brenndorf" ("Villaggio Bruciato").

Esisteva anche qui un'antica fortificazione, che fu abbattuta dal forte terremoto del 1802, ricordata oggi da un breve tratto di muro. Ben conservata è la chiesa luterana risalente al XIV secolo e rifatta nel XVI. All'interno conserva un altare neoclassico con un dipinto raffigurante Gesù sul monte degli ulivi. 

La chiesa ortodossa di San Nicola risale al 1815 in seguito allargata (1870) per l'aumento della popolazione; in quella occasione fu sostituita l'iconostasi con una nuova in legno d'abete.

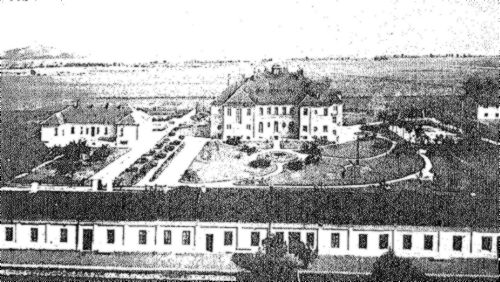
Lo zuccherificio di Bod nel 1938

Nel 1889 fu fondato lo Zuccherificio, attorno al quale sorsero le case gli operai, che oggi costituiscono il nucleo di Colonia Bod. 
Qui fu costruita fra il 1933 e il 1934 la Stazione radio da onde lunghe, ancora funzionante con una potenza ridotta da 2 000 kW a 200 kW, che durante la seconda guerra mondiale fu oggetto di molti scontri per il suo controllo.